# Veleposlanstvo Brazila u Moskvi
Veleposlanstvo Brazila u Moskvi predstavlja diplomatsko predstavništvo Savezne Republike Brazil u Ruskoj Federaciji. Nalazi se u moskovskoj Boljšaja Nikickaji u okrugu Presnenskij. Sami diplomatski odnosi između te dvije države uspostavljeni su 10. ožujka 1828. a obnovljeni su 1945. nakon Drugog svjetskog rata.
Zgradu ambasade je dizajnirao ruski arhitekt Aleksandar Kaminskij, a izgrađena je 1876. godine. Od 1963. odnosno od sovjetskog doba, u njoj je smješteno brazilsko veleposlanstvo.